# Lärare i rymden

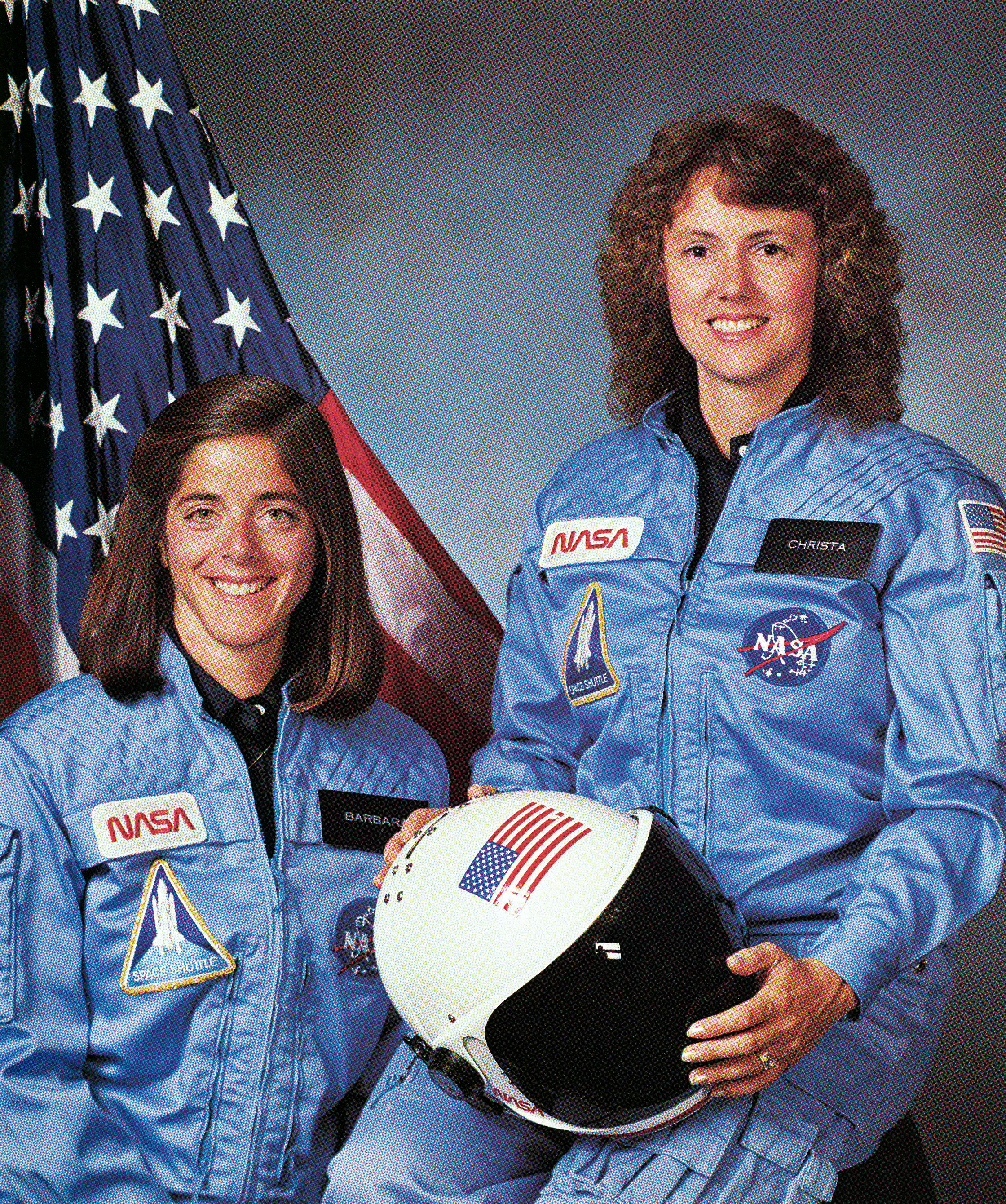
Barbara Morgan och Christa McAuliffe (1986).

Lärare i rymden (en: Teacher in Space Project) var ett program inom NASA för att få icke professionella astronauter att komma ut i rymden. Lärare i rymden skulle följas av programmet journalist i rymden.
För programmet blev Christa McAuliffe och Barbara Morgan utvalda. McAuliffe var primärkandidat och Morgan hennes reserv.
Programmet råkade redan under sin första rymdresa ut för ett drastiskt bakslag när rymdfärjan Challenger 1986 exploderade under uppfärden och McAulife omkom.
Programmet kom att återupptas på 2000-talet. Morgan blev av Nasa utvald till att ingå i astronautgrupp 17 i vilken hon kom att bli en fullt utbildad astronaut. Sean O'Keefe, Nasas högsta chef, kungjorde 12 december 2002 att Barbara Morgan var uttagen att resa med STS-118 till den internationella rymdstationen ISS med planerad avfärd i november 2003. Men när rymdfärjan Columbia med besättning förolyckades nio månader innan Morgans planerade avfärd, sköts lärare i rymden (och alla andra uppdrag med rymdfärjan) än en gång på framtiden. STS-118 genomfördes slutligen 8 augusti - 21 augusti 2007, med Barbara Morgan ombord, men inte som oprofessionell deltagare som ursprungligen var tänkt utan som en fullt utbildad astronaut. 